# Thorunna perplexa
Thorunna perplexa is een slakkensoort uit de familie van de Chromodorididae. De wetenschappelijke naam van de soort is voor het eerst geldig gepubliceerd in 1957 door Burn.